# Washington Córdova Huamán
Washington Córdova Huamán (Circa, provincia de Abancay, departamento de Apurímac, Perú, 1962) es un escritor, traductor y profesor de lengua y literatura peruano. Ha contribuido a la literatura quechua con traducciones literarias desde el español al quechua. Asimismo ha escrito poemas en su lengua natal.

## Trayectoria
Washington Córdova Huamán estudió lengua y literatura en la Universidad Nacional Mayor de San Marcos en Lima y escribió su tesis de maestría sobre el tema “Tinkaywankay, discurso poético quechua en las comunidades campesinas del distrito de Circa (Abancay–Apurímac)”, por la cual en 2013 logró la maestría. Tradujo muchas obras literarias de varios autores desde el español al quechua, entre ellas La agonía de Rasu Ñiti de José María Arguedas; El caballero Carmelo de Abraham Valdelomar; Ladraviento y El toro que se perdió en la lluvia de Félix Huamán Cabrera, Kuya Kuya de Óscar Colchado, Ñakay Pacha, El ángel de isla y Tierra de pishtacos de Dante Castro, La muchacha de coposa cabellera e Hijos del viento de Julián Pérez Huarancca y Paco Yunque y El Tungsteno de César Vallejo. Ha publicado tres poemarios: Urqukunaq qapariynin / Alarido de montañas en 2010 y los dos poemarios Illariy y Parawayraq chawpinpi / Entre la lluvia y el viento en 2019. En 2020 obtuvo el Premio Nacional de Literatura del Perú con Parawayraq chawpinpi.

## Obras

### Poesía en quechua y castellano
- Washington Córdova Huamán: Urqukunaq Qapariynin / Alarido de montañas. Edición bilingüe, castellano-runasimi. Pakarina Ediciones, Lima 2010.
- Washington Córdova Huamán: Illariy. Pakarina Ediciones, Lima 2019.
- Washington Córdova Huamán: Parawayraq chawpinpi / Entre la lluvia y el viento. Pakarina Ediciones, Lima 2019.
- Washington Córdova Huamán: Yawarwayta. Pakarina Ediciones, Lima 2021. 332 pp. ISBN 978-6-1242-9762-5

### Traducciones al quechua
- José María Arguedas: Pongopa musquynin, Rasuñitipa wañuynin / El sueño del pongo, La agonía de Rasu ñiti. Traducción al quechua ayacuchano: Washington Córdova Huamán. Edición bilingüe. San Marcos, Lima 2007.
- Dante Castro Arrasco: Ñakay Pacha / Tiempo de dolor. Traducción al quechua de Washington Córdova Huamán. Edición bilingüe. San Marcos, Lima 2007.
- Dante Castro Arrasco: Nak'aq / Pishtaco. Traducción al quechua de Washington Córdova Huamán. Edición bilingüe. San Marcos, Lima 2010.
- Dante Castro Arrasco: Isla angel / El ángel de la isla. Traducción al quechua de Washington Córdova Huamán. Edición bilingüe. San Marcos, Lima 2010.
- Óscar Colchado Lucio: Kuya Kuya. Traducción al quechua de Washington Córdova Huamán. Edición bilingüe. San Marcos, Lima 2007.
- Félix Huamán Cabrera: Wayraq Anyaynin / Ladraviento. Traducción al quechua de Washington Córdova Huamán. Edición bilingüe. San Marcos, Lima 2007.
- Félix Huamán Cabrera: Paraparapi chinkaq toro / El toro que se perdió en la lluvia. Traducción al quechua de Washington Córdova Huamán. Edición bilingüe. San Marcos, Lima 2010.
- Julián Pérez Huarancca: Wayrapa churinkuna. Hijos del viento. Traducción al quechua de Washington Córdova Huamán. Edición bilingüe. San Marcos, Lima 2010.
- Julián Pérez Huarancca: Chukchasapa sipas. Iskay wayllukuqkunamanta willakuy / Muchacha de coposa cabellera. Historia de los amantes. Traducción al quechua de Washington Córdova Huamán. Edición bilingüe. San Marcos, Lima 2010.
- Abraham Valdelomar: El caballero Carmelo. Traducción al quechua de Washington Córdova Huamán. Edición bilingüe. San Marcos, Lima 2007.
- César Vallejo: Paco Yunque. Traducción al quechua de Washington Córdova Huamán. Edición bilingüe. San Marcos, Lima 2007.
- César Vallejo: El tungsteno. Edición bilingüe. Traducido al quechua por Washington Córdova. San Marcos, Pakarina Ediciones, Lima 2015.